# Erixímaco

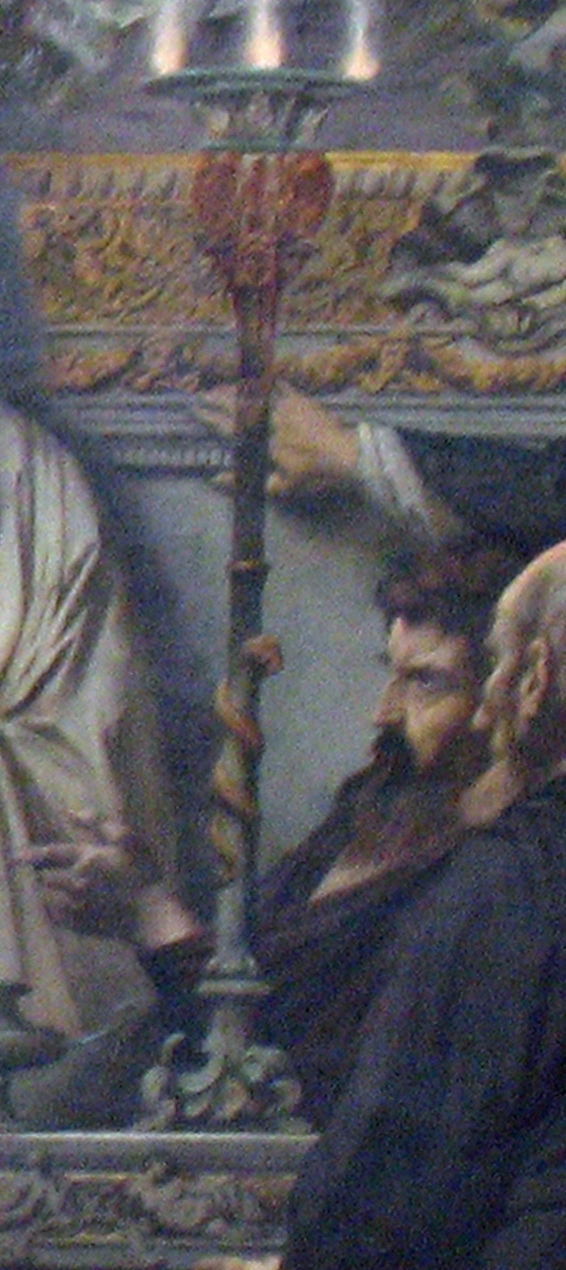
El personaje del centro interpreta a Erixímaco en El simposio de Platón de Anselm Feuerbach.

Erixímaco, hijo de Acumeno (en griego antiguo: Ἐρυξίμαχος Ἀκουμένου Eruxímachos Akouménou; c. 448 – finales siglo V o principios del IV a. C.) fue un antiguo médico ateniense conocido por su papel destacado en El banquete de Platón. Es probable que fuera acusado de la mutilación de las hermas, un conflicto doméstico ateniense durante la guerra del Peloponeso.

## Biografía
Hijo del médico Acumeno, Erixímaco nació a mediados del siglo V a. C. Ambientada la obra aproximadamente en 433-432 a. C., el diálogo de Protágoras en Platón incluye una descripción de su estrecha amistad con Fedro, alumno de Sócrates, una amistad que perduró en el diálogo del mismo nombre, unos 15 años después. Su riqueza y estatus social no están claros por las fuentes existentes.
Se menciona a un Erixímaco en el discurso Sobre los misterios de Andocides como uno de los acusados de la mutilación de las hermas y la profanación de los misterios eleusinos, dos sucesos tumultuosos en vísperas de la desafortunada Expedición a Sicilia de 415 a. C.  Si bien no existe confirmación clara de que este Erixímaco sea el médico, existen numerosas pruebas circunstanciales, incluido el papel de Fedro y la aparición de Erixímaco en El banquete de Platón junto con otros involucrados en estos incidentes. No está claro si estuvo entre los ejecutados a causa del suceso, pues el registro histórico carece de referencias posteriores a él.

## En Platón
Si bien está presente silenciosamente en el Protágoras y es mencionado en el Fedro, su aparición más significativa en los escritos de Platón se produce en El banquete. Aquí instiga y contribuye al extenso discurso del suceso sobre el dios Eros y los fenómenos asociados con este dios. En su discurso, usa el lenguaje de su oficio de médico para describir el amor en términos corporales. Mientras que algunos han desestimado su personaje platónico como arrogante, pedante y en cierta medida como cómico y divertido, otros han defendido su papel como un serio contribuyente al discurso, o incluso le atribuyen valores filosóficos platónicos tradicionales a sus argumentos médicos.